# Cephalotes ecuadorialis
Cephalotes ecuadorialis é uma espécie de inseto do gênero Cephalotes, pertencente à família Formicidae.